# Cor Kint
Clasina Cornelia Kint dite Cor Kint, née le 22 juillet 1920 à Rotterdam et morte le 7 octobre 2002 à Coffs Harbour, est une nageuse néerlandaise.

## Carrière
Cor Kint remporte la finale du 100 mètres dos aux Championnats d'Europe de natation 1938 à Londres.
Elle intègre l'International Swimming Hall of Fame en 1971.